# Kestenjastokrila čačalaka
Kestenjastokrila čačalaka (lat. Ortalis garrula) je vrsta ptice iz roda Ortalis, porodice Cracidae. Živi isključivo u Kolumbiji, endem je te države. Prirodna staništa su joj suptropske i tropske suhe i vlažne nizinske šume, kao i degradirani oblici nekadašnjih šuma. 